# 厚指拟扇蟹
厚指拟扇蟹（学名：Paraxanthias pachydactylus）为扇蟹科拟扇蟹属的动物。分布于新喀里多尼亚、澳大利亚东岸、印度尼西亚以及中国大陆的西沙群岛等地，生活环境为海水，常生活于珊瑚礁浅水中。